# Pelastoneurus proximus
Pelastoneurus proximus är en tvåvingeart som beskrevs av Aldrich 1904. Pelastoneurus proximus ingår i släktet Pelastoneurus och familjen styltflugor. Inga underarter finns listade i Catalogue of Life.